# Joachim Osvold
Joachim Osvold (* 23. September 1994 in Lørenskog) ist ein norwegischer ehemaliger Fußballspieler.

## Karriere
Osvold begann seine Karriere in der Jugend von Lillestrøm SK, wo einst sein Vater, der mehrfache norwegische Nationalspieler Kjetil Osvold, schon das Fußballspielen gelernt hatte. Im Winter 2008/09 wechselte er innerhalb Skedsmos zu Skedsmo FK, ehe er im darauf folgenden Jahr nach Oslo in die U-19 von Oppsal IF wechselte. Nach einer weiteren Saison zog es Joachim im Winter 2010/11 wieder zurück zu Lillestrøm SK, wo er zunächst weiter in der U-19 spielte.
Seine ersten Erfahrungen im Senioren Bereich sammelte Osvold ab 2012 in der zweiten Mannschaft von Lillestrøm SK, für die er von 2012 bis 2014 50 Tore in der 3. Divisjon (4. Liga in Norwegen) erzielte. Parallel dazu bekam er auch einige wenige Einsatzminuten im Profiteam von Lillestrøm. Anfang 2014 wurde er für eine Saison nach Finnland zu Turku PS, wo er in elf Spielen drei Tore erzielte und aus der Veikkausliiga (1. Liga) abstieg. Kurz nach Beginn der Saison 2015 wurde Joachim erneut ausgeliehen, diesmal an den finnischen Erstligisten Kuopion PS.
Nach der Saison 2015 wechselte er im Februar 2016 nach Deutschland zu Rot-Weiss Essen in die Regionalliga-West. Nach nur wenigen Einsatzzeiten wechselte er nach nur einer halben Saison, nach der Saison 2015/16 wieder zurück nach Norwegen zu FK Bodø/Glimt. Zwei Stationen, ebenfalls in Norwegen, schlossen sich bis zum Karriereende an.

## Familie
Joachim Osvold ist der Sohn des ehemaligen norwegischen Nationalspielers Kjetil Osvold, der 37 Spiele für das norwegische Nationalteam bestritt und 100 Spiele für Lillestrøm SK.